# Piotr Opaliński (wojewoda łęczycki)

Herb Łodzia

Piotr Opaliński herbu Łodzia (ur. 1640 w Łęczycy, zm. 12 września 1691) – marszałek Trybunału Głównego Koronnego w 1680 roku, wojewoda łęczycki, starosta międzyrzecki w 1678 roku, poseł na sejmy.
Poseł sejmiku średzkiego województw poznańskiego i kaliskiego na sejm koronacyjny 1676 roku.

## Rodzina
Pochodził z zasłużonej rodziny Opalińskich herbu Łodzia. Syn Jana Piotra, wojewody podlaskiego i kaliskiego i Katarzyny Leszczyńskiej, córki Wacława, kanclerza wielkiego koronnego. Brat Kazimierza Jana, biskupa chełmińskiego i Jana (1629-1684), wojewody brzesko-kujawskiego. Miał też 2 siostry: Annę, późniejszą żonę Emeryka (Władysława) Mleczko, wojewody podlaskiego i Mariannę, żonę Stanisława Grudzińskiego (1610-1678), kasztelana rogozińskiego.
Dwukrotnie żonaty. Pierwsza żona, Ludwika Maria Opalińska (1648-1676), córka, Krzysztofa (1609-1655), wojewody poznańskiego, urodziła syna Adama Antoniego (1672-1695), starostę wałeckiego. Druga żona, Katarzyna Przyjemska (1661-1705), córkę Andrzeja (zm. 1678), chorążego kaliskiego, urodziła córkę Ludwikę Marię, późniejszą żonę Jana Kazimierza Sapiehy, hetmana wielkiego litewskiego.

## Pełnione urzędy
W latach 1679–1691 pełnił urząd wojewody łęczyckiego. Od 1684 był starostą generalnym Wielkopolski.